# Гурьево (хутор, Старицкий район)
Гурьево — хутор в Старицком районе Тверской области. Входит в состав Степуринского сельского поселения.

## География
Находится в южной части Тверской области на расстоянии приблизительно 8 км на юго-восток по прямой от административного центра поселения деревни Степурино к югу от одноименной деревни.

## История
На карте 1941 года здесь были отмечены безымянные строения.

## Население
Численность населения: 0 в 2002 году, 5 в 2010.